# Dharavi
 (septembre 2024).
 (septembre 2024).
Dharavi est un bidonville situé au cœur de l'agglomération de Mumbai (anciennement Bombay) en Inde. Dharavi constitue le deuxième plus grand bidonville d'Asie (après Orangi Town au Pakistan), et compte (en 2002) entre 500 000 et un million d'habitants sur 223 hectares d'anciens marécages. 

## Contexte géographique
Par rapport à d'autres mégapoles, Bombay connaît une croissance rapide soutenue par l'accroissement démographique naturel et l'exode rural. La capacité d'accueil des grandes villes a comme corollaire le développement de bidonvilles. Bombay est composé de sept îles. Le bidonville de Dharavi occupe l'île la plus au sud, celle de la fameuse « Gate of India » ; il est ceint dans sa partie nord par la rivière Mithi.

## Histoire
La fondation du bidonville de Dharavi remonte à 1880 ; depuis sa naissance, le bidonville s'est étendu et a absorbé des nouveaux arrivants venus des campagnes de plus en plus lointaines. Composé d'un réseau complexe de quartiers, de commerces, d'écoles, de mosquées et d'églises, ce lieu fait l'objet de convoitises des promoteurs immobiliers[réf. nécessaire]. Mais, comme les précédents projets ont échoué laissant derrière eux des « bidonvilles verticaux », nombre d'habitants s'opposent à la rénovation.
En juin 2007, l'État du Maharashtra l'a mis en vente afin de le transformer en un quartier aisé (un nouveau Shanghai sur le bord de la mer d'Arabie).

## Caractéristiques sociologiques des populations
La population recensée en 2001 dans le bidonville de Dharavi s'élevait à 600 000 personnes[réf. souhaitée] ; ce chiffre est revu à la hausse[Quand ?] par les acteurs de terrain (Organisations non gouvernementales ou chercheurs) et approcherait le million de personnes[réf. souhaitée], réparties en 100 000 familles. Ces estimations portent la densité à 17 000 hab./km2. On compterait dans ces bidonvilles une latrine pour 1 440 personnes.
Dharavi est le fruit de flux migratoires successifs et différenciés lesquels ont induit une identité multiple. Dans cette diversité, on peut distinguer les potiers Kumbhar, essentiellement issus de Saurashtra (Gujarat), les tanneurs venus du Tamil Nadu et d'Azamgarh (Uttar Pradesh), les travailleurs de la maroquinerie et du textile, venus du Maharashtra et du Bihar, ainsi que les balayeurs des Valmiki (caste) (en) de l'Haryana.
L'Inde est une société qui reste largement organisée selon le système des castes. Bien qu'elles soient abolies, la hiérarchisation et les discriminations perdurent. Ainsi, malgré la grande diversité de populations installées à Dharavi, plus de la moitié sont des intouchables. Cependant, l'ascension sociale rendue possible par les opportunités économiques du bidonville permet de renverser cette hiérarchie via notamment l'accès au statut d'artisan qui prend le pas sur celui d'intouchable.
Les ouvriers travaillant dans les ateliers ne gagnent en moyenne pas plus de 1,10 euro par jour.

### Bibliographie

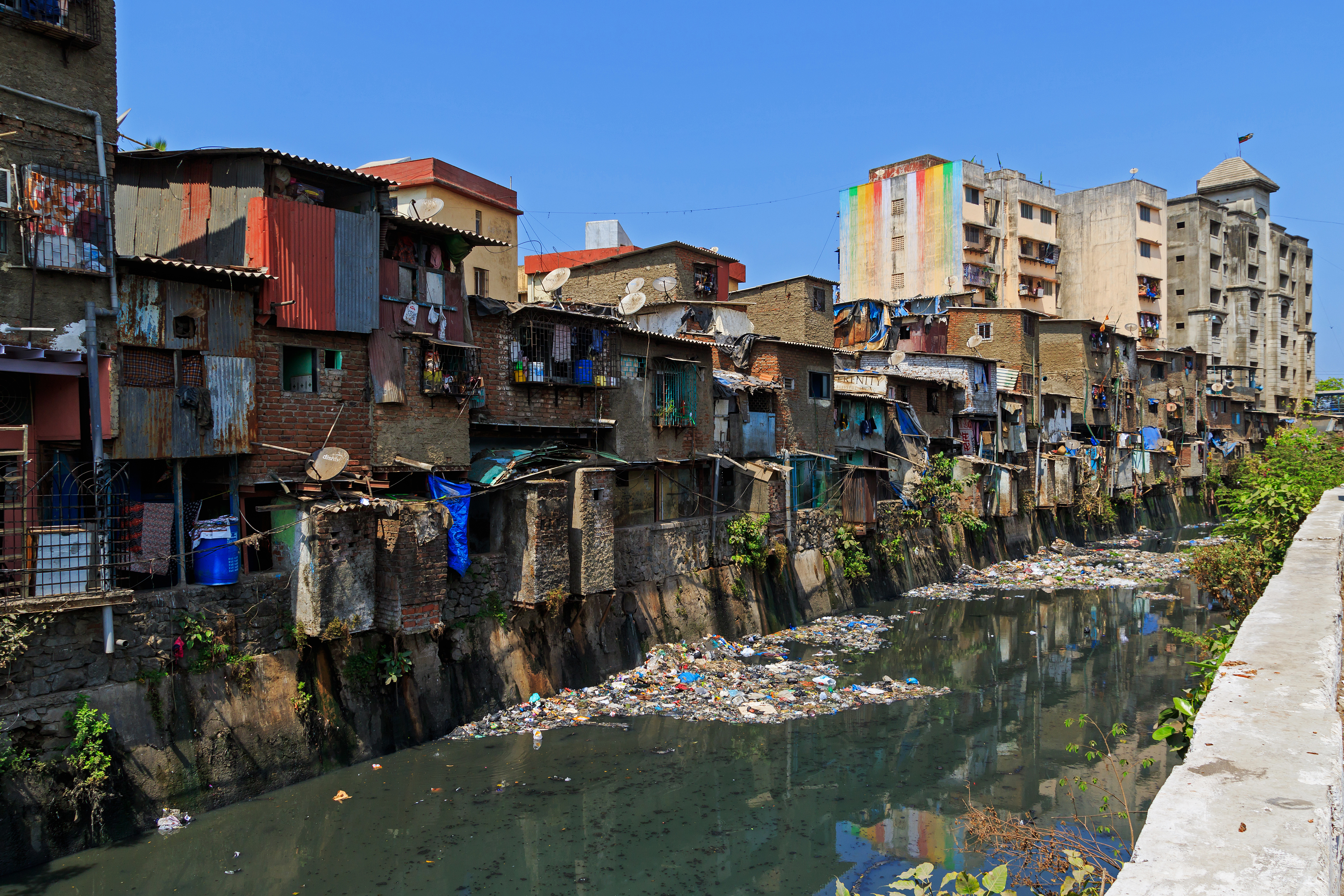
Vue de Dharavi (2016).